# Польский театр (Вильнюс)
Польский театр в Вильнюсе основан в 1963 году актрисой и театральным режиссёром Иреной Рымович (пол. Irena Rymowicz). Родной сценой был Вильнюсский дворец культуры железнодорожников. В 1965 году состоялась премьера комедии Александра Фредро «Дамы и гусары».
В 1980 году театр получил звание «Народный» — самую высокую оценку артистизма от руководства республики — Польский народный театр. С 1990 года театр носит название Польский театр в Вильнюсе.
С 1992 года художественным руководителем и режиссёром театра является Ирена Литвинович (пол. Irena Litwinowicz).
В 1993—2001 годах театр не имел собственной сцены и выступал в помещении Русского драматического театра Литвы, в прошлом Театр на Погулянке. С 2001 года репетирует и выступает на сцене в Доме культуры польской в Вильнюсе.
На протяжении более 50-летнего периода своей непрерывной деятельности было поставлено более 60 полноценных премьер, около 3 000 представлений и десятки новогодних представлений для детей. В репертуаре театра есть драмы, комедии, сказки и фарсы польских, литовских, русских авторов и авторов мировой классики, сыграных на польском языке.
Систематические выступления в Литве и Польше. Является постоянным участником фестивалей любительских театров в Литве и Польше. Гостил с выступлениями в Латвии, Беларуси, Украине, России и Армении.
Польский театр в Вильнюсе отмечен почетным знаком «За заслуги перед польской культурой» (1990).
Актёрами театра были ныне профессиональные актёры: Йоанна Моро, Ян Дравнель, Агата Мейлуте и др.